# 治療性超聲波
治療性超聲波（therapeutic ultrasound）或治疗超声，通常指的是用於治療用途的超聲波。包括高强度聚焦超声、碎石術、超聲波給藥、超聲波止血、癌癥治療以及協助血栓溶解
。
治療性超聲波在某些領域的有效性還存在爭議。

## 用法
超聲波可以通過傳感器或者塗藥器來直接接觸人類皮膚。各處皮膚都可以通過塗油來減少摩擦并提高超聲波傳輸效率。理療中的治療性超聲波通過交替壓縮和稀疏聲波市值大於20,000周秒赫來發生作用，其頻率與為0.7至3.3 MHz。影響程度向隨著深度遞減，該聲波主要由結締組織，例如韌帶、腱和筋膜等接受，肉芽組織也可接受治療性超聲波。.

### 海扶刀
高強度聚焦超聲（HIFU）是一种无创的治疗技术，该技术通过利用超声波的可聚焦性和软组织穿透性等物理特点，借由聚焦换能器（focused transducer）将体外发射的低能量超声聚集至体内病变组织，此焦点区高能量超声可产生的瞬态高温、空化和机械效应使目标组织因蛋白质变性而发生不可逆的凝固性坏死，而目标区域以外的组织几乎没有明显的损伤，从而达到非侵入性治疗的目的。在临床中，多用于肿瘤治疗。当高强度聚焦超声与磁共振成像技术结合使用时，则称为磁共振引导聚焦超声（MRgFUS）。其虽属于无创医疗，但仍然有可能使皮膚、腸道或神經線受損。

### 磁波刀
磁共振引導聚焦超聲（magnetic resonance-guided focused ultrasound，MRgFUS）或磁振導航聚焦超音波，簡稱醫薩刀、磁波刀，是一种非侵入性治疗技术，其结合了高分辨率的磁共振成像和高强度聚焦超声，利用超声束可穿过软组织并聚焦于靶区的特点, 使组织凝固坏死, 并借由磁共振成像实时监控治疗范围及靶区内温度变化, 从而保证治疗效果及安全性。一般具有无须住院、可能仅需少量镇静剂、无离子辐射等优点, 目前已广泛应用于子宫肌瘤/腺肌症、骨肿瘤、前列腺癌、功能性神经疾病、乳腺癌等的临床治疗。
專用於腦部者特稱經顱磁振導航聚焦超音波（transcranial MRgFUS，tcMRgFUS），簡稱神波刀，是專用於腦部的高強度聚焦超聲系統，作用於腦組織達到特定的應用，並藉由磁共振成像進行即時解剖導航及溫度監控，其應用根據給予組織的溫度高低而分為熱療、熱破壞及熱消融，在無特別聲明的狀況下，一般指的是熱消融。
經顱磁振導航聚焦超音波是一種神經外科領域新興的微創手術的方式，機器本體結合磁共振成像机與聚焦超音波，藉由磁共振成像監控顱內溫度使得操作者能安心地使用高強度聚焦超聲探頭在顱內聚焦音波消融目標組織，病患全程清醒且無實體手術切口，僅需在術前在頭皮四個點施打局部麻醉藥來固定穩定頭部的支架，此特性使得神經內科醫師可以在手術過程中對病患即時進行相關的理學檢查，病患本身也能在手術時馬上感受到身體的改變。截至2021年磁波刀主要用於治療動作障礙類的疾病。

## 益處
治療性超聲波可以提高治療部位的血液流速、減小疼痛感。
超聲波產生的空穴效應導致形成微小氣泡，從而激發細胞膜的自愈能力。
超聲波的優點是非入侵性、安全性高和每次治療時間都快速。

## 外部連結
- Ultrasound Use in Physiotherapy （页面存档备份，存于）
- Ultrasound Therapy of Physical Therapy （页面存档备份，存于）